# Saussurea obvallata
Saussurea obvallata là một loài thực vật có hoa trong họ Cúc. Loài này được (DC.) Edgew. miêu tả khoa học đầu tiên năm 1846.